# Bad Abbach
Bad Abbach is een Duits plaatsje in Beieren gelegen aan de Donau in de buurt van Regensburg. Het telt 12.428 inwoners en is vooral bekend als badplaats met zwavelbronnen.
Het is een van de belangrijkste Duitse kuuroorden voor reuma.

## Partnerstad
- Charbonnières-les-Bains, in het Franse departement Rhône (regio Auvergne-Rhône-Alpes), deel uitmakend van het arrondissement Lyon.